# Congresox
Congresox es un género de peces de la familia Muraenesocidae, del orden Anguilliformes. Este género marino fue descrito por primera vez en 1890 por Theodore Gill.

## Especies
Especies reconocidas del género:
- Congresox talabon (Cuvier, 1829)
- Congresox talabonoides (Bleeker, 1853)

### Lectura recomendada
- Eschmeyer, William N., ed. 1998. Catalog of Fishes. Special Publication of the Center for Biodiversity Research and Information, no. 1, vol 1-3. 2905.
- Nelson, Joseph S. 1994. Fishes of the World, Third Edition. xvii + 600.